# متفطرة
الجرثومة الفُطْرية أو المتفطرة (الاسم العلمي: Mycobacterium) هي جنس من البكتيريا يتبع فصيلة المتفطرات من رتبة الشعيات. وهو الجنس الوحيد في فصيلة المتفطرات. تتميز بجدار خلوى غنى بالدهون يجعلها غير قابلة للصبغ باستخدام الصبغات العادية المستعملة مع الأنواع الأخرى من البكتيرات مثل صبغة غرام، ويساهم كذلك في جعلها مقاومة لتأثير أغلب المضادات الحيوية المعروفة.
تعدّ المتفطرات طفيليات داخل خلوية تتسبب في كثير من الأمراض المعدية، ومن أشهرها الدرن الذي تسببه المتفطرة السلية والجذام الذي تسببه المتفطرة الجذامية.
تكثر حالات العدوى بهذه البكتيريا بين المرضى الذين يعانون قصوراً في المناعة، حيث يظهر هذا واضحاً في المصابين بمتلازمة عوز المناعة المكتسب حيث تبلغ نسبة الإصابة بالسل حوالى ثلث الحالات.
سميت الجرثومة الفُطْرية بهذا الاسم من البادئة الإغريقية -myco والتي تعني «فُطْر» إشارة إلى الطريقة التي لوحظ بها نمو الجرثومة الفطرية على سطح المُسْتَنْبَت بنمط يشبه نمو العفن.